# Kim Si-on
Kim Si-on (김시온?; Sangju, 29 maggio 1995) è una cestista sudcoreana.

## Carriera
Con la Corea del Sud ha disputato i Campionati mondiali del 2014.